# Antici
Antici – polski herb szlachecki z indygenatu.

## Opis herbu
Opis zgodnie z klasycznymi regułami blazonowania:
W polu błękitnym słup złoty, po bokach którego po dwie gwiazdy złote w słup. Nad tarczą hiszpańska korona markiza, a w niej hełm w koronie. 
W klejnocie, nad tym hełmem, pięć szarych piór strusich.

## Najwcześniejsze wzmianki
Zatwierdzony indygenatem 1768 przez Stanisława Augusta kardynałowi Tomaszowi Antici (markiz). Stosowny dokument wystawiono 25 lutego 1769 r. Z 1767 roku pochodzi zaświadczenie pochodzenia od rady miasta Recanati.

## Herbowni
Antici.